# Rumex lunaria
Rumex lunaria är en slideväxtart som beskrevs av Carl von Linné. Rumex lunaria ingår i släktet skräppor, och familjen slideväxter. Inga underarter finns listade i Catalogue of Life.